# 瓦西里島站
瓦西里島站（羅馬化：Vasileostrovskaya）是聖彼得堡地鐵的一個車站。瓦西里島站是涅瓦－瓦西利島線的車站，站名取自於車站所在地瓦西里島。

## 外部連結
- Real estate information about the station （页面存档备份，存于）